# Retrato de Febo de Brescia
El Retrato de Febo de Brescia es un óleo sobre lienzo de 82 x 78 cm de Lorenzo Lotto, de 1543-1544 y conservado en la Pinacoteca de Brera de Milán. 

## Historia
La obra está documentada en el libro de contabilidad de Lotto como encargada en abril de 1543 por el noble trevisano Febo Bettignoli de Brescia y entregada al año siguiente, con pagos que incluyeron también el envío de dos pavos de oro como muestra de especial aprecio. La comisión comprendía también el retrato de la esposa, Laura de Pola. Después de la muerte de Febo, en 1547, la pintura permaneció con los herederos de la esposa, hasta que la familia se extinguió en el siglo XIX. En 1859 la Pinacoteca de Brera, por medio de la intermediación del pintor Francesco Hayez, adquirió ambos lienzos y al mismo tiempo también el Retrato de caballero anciano con guantes.
Las dimensiones ligeramente más pequeñas que el retrato de la esposa sugiere que la obra fue cortada en algún momento posterior, probablemente sobre el borde superior.

## Descripción y estilo
Los retratos de los años cuarenta de Lotto se caracterizan por una austera sobriedad. El retratado aparece a media figura sobre fondo oscuro, con un tabardo forrado de piel clara, que evidencia, con líneas de fuerza, el rostro barbudo. Una mano, perfecta en los detalles anatómicos, sostiene un par de guantes, mientras la otra está apoyada sobre un pedestal, sobre un pañuelo blanco. Los puños blancos bordados de la camisa que asoman en las muñecas y los anillos de oro con gemas certifican, así como el caro atuendo, el alto estatus social del hombre. 
La fórmula compositiva es muy diferente del retrato de la esposa, más exuberante, mientras en este caso Lotto se acercó a la elegancia aristocrática de Tiziano. La actitud es plácida y estática.
Predominan los tonos oscuros, que dan protagonismo, por contraste, a los claros, mientras la variedad de tonos juega con combinaciones cálidas, común a otras obras de la época como el Retrato de hombre con fieltro (Nueva York) y el Retrato de caballero anciano con guantes, también en Brera.